# Phyllachne
Phyllachne é um género botânico com quatro espécies de plantas magnoliófitas pertencentes à família Stylidiaceae. Das quatro espécies, duas são endémicas da Nova Zelândia, enquanto que a Phyllachne colensoi é também endémica da Tasmânia e a Phyllachne uliginosa é unicamente endémica da América do Sul e é a única espécie da família Stylidiaceae nativa das Américas. A colonização da Tasmânia pela Phyllachne colensoi é relativamente recente. Estudos moleculares agrupam a Phyllachne colensoi, a Phyllachne clavigera e a Phyllachne rubra num mesmo clado, com a Phyllachne uliginosa num clado irmão. Com base em dados obtidos pela técnica do relógio molecular do gene rbcL, estima-se que a  Phyllachne uliginosa partilhou um antepassado com o clado neozelandês há cerca de 6 milhões de anos.

## Espécies selecionadas
- Phyllachne clavigera F.Muell.
- Phyllachne colensoi (Hook.f.) Berggr.
- Phyllachne rubra Cheeseman
- Phyllachne uliginosa J.R.Forst. & G.Forst.